# Jermain Taylor
Jermain Taylor est un boxeur américain né le 11 août 1978 à Little Rock, Arkansas.

## Carrière
Vainqueur des Golden Gloves et champion des États-Unis de boxe amateur en 1998 et 1999 dans la catégorie super-welters, il remporte également la médaille de bronze aux Jeux olympiques de Sydney en 2000 toujours en super-welters. 
Taylor passe professionnel l'année suivante et devient champion du monde poids moyens WBA, WBC, IBF et WBO en battant aux points Bernard Hopkins le 16 juillet 2005. Il laisse ensuite son titre IBF vacant pour honorer un contrat qui prévoyait une revanche face à Hopkins en cas de victoire et confirme le 1er résultat en dominant à nouveau aux points son compatriote le 3 décembre 2005.
Taylor doit renoncer à sa ceinture WBA avant d'affronter Winky Wright le 17 juin 2006. Les deux boxeurs font match nul. Il conserve ensuite ses ceintures WBC & WBO le 9 décembre 2006 face à Kassim Ouma et le 19 mai 2007 face à Cory Spinks avant d'être battu par Kelly Pavlik le 29 septembre 2007 puis lors du combat revanche le 16 février 2008 à Las vegas.
Malgré une large victoire contre Jeff Lacy le 15 novembre 2008 pour son combat de rentrée, Taylor est battu avant la limite dans un championnat du monde WBC le 25 avril 2009 (cette fois dans la catégorie super-moyens) face au britannique Carl Froch. Lors de la première journée du tournoi Super Six, qui oppose six boxeurs parmi les meilleurs super-moyens au monde, il affronte à Berlin Arthur Abraham le 17 octobre 2009 et s'incline à nouveau par KO au 12e round,.
Il redevient toutefois champion du monde des poids moyens IBF le 8 octobre 2014 en dominant aux points l'australien Sam Soliman avant d'être destitué le 7 février 2015.